# Breaking the Waves
Breaking the Waves là một phim của đạo diễn Lars von Trier, được sản xuất xong trong năm 1996 với ngôi sao Emily Watson. Phim này là phim đầu của bộ 3 phim Trái tim Vàng (Golden Heart Trilogy) của Lars von Trier, gồm cả hai phim The Idiots (1998) và Dancer in the Dark (2000).

## Nội dung
Truyện phim kể về cô nàng Bess McNeill kết hôn với Jan, một công nhân làm trên giàn khoan dầu ở ngoài khơi bắc Scotland, bất chấp ý của dân làng và Giáo hội Trưởng Lão (Cơ Đốc) của cô. Bess khá giản dị và ngây thơ, vất vả khi chồng đi làm trên giàn khoan và luôn cầu nguyện cho chồng sớm trở về với mình. Một ngày kia Jan trở về sau một tai nạn lao động, bị gãy cổ và bị liệt, Bess đã tin rằng đây là lỗi của nàng.
Jan không còn khả năng tình dục và bị ảnh hưởng tâm thần, Jan yêu cầu vợ làm tình với các người đàn ông khác rồi về thuật lại các chi tiết cho chồng nghe. Ban đầu Bess còn ngại ngùng, sau rồi cũng dấn thân làm tình với người khác, và Bess bắt đầu tin rằng việc mình làm là hợp với ý muốn của Chúa và giúp cho Jan sống sót

## Diễn viên
- Emily Watson - Bess McNeill
- Stellan Skarsgård - Jan Nyman
- Katrin Cartlidge - Dodo McNeill
- Jean-Marc Barr - Terry
- Adrian Rawlins - Bác sĩ Richardson
- Jonathan Hackett - Mục sư
- Sandra Voe - người mẹ
- Udo Kier - Thủy thủ bạo dâm
- Mikkel Gaup - Pits
- Roef Ragas - Pim
- Phil McCall - người ông
- Robert Robertson - Giám đốc

## Hậu trường
Lúc đầu, đạo diễn Trier chọn Helena Bonham Carter đóng vai Bess, nhưng cô đã từ chối ngay trước khi bắt đầu quay phim vì cho rằng vai này có quá nhiều pha khỏa thân và làm tình.
Các cảnh bên ngoài được quay tại Scotland: nghĩa trang được dựng cho phim trên đảo Skye; nhà thờ tại làng Lochailort, cảng ở Mallaig, và bãi biển ở Morar. Các phần nội cảnh được quay tại phim trường "Det Danske Filmstudie", ở Lyngby, Đan Mạch.

## Vinh danh
- Giải thưởng lớn (Liên hoan phim Cannes) năm 1996
- 3 Giải Phim châu Âu 1996: 
  - Giải Phim châu Âu hay nhất
  - Giải Đạo diễn châu Âu xuất sắc nhất
  - Giải Nữ diễn viên châu Âu xuất sắc nhất (Emily Watson)
- Giải César cho phim nước ngoài hay nhất 1997
- Giải Bodil cho phim Đan Mạch hay nhất 1997
- Giải Robert cho phim Đan Mạch hay nhất 1997

Ngoài ra Emily Watson cũng được đề cử cho Giải Oscar cho nữ diễn viên chính xuất sắc nhất năm 1996, giải BAFTA năm 1997, giải của Hội các nhà phê bình phim toàn quốc (Mỹ).
Phim này cũng được Roger Ebert và Martin Scorsese nêu là một trong 10 phim hay nhất thập kỷ 1990.